# 평택 약사사 석조지장보살좌상
평택 약사사 석조지장보살좌상(平澤 藥師寺 石造地藏菩薩坐像)은 대한민국 경기도 평택시 안중읍, 약사사에 있는 조선시대의 불상이다. 2013년 11월 12일 경기도의 문화재자료 제169호로 지정되었다.

## 참고 자료
- 평택 약사사 석조지장보살좌상 - 국가유산청 국가유산포털